# Diósjenő
Diósjenő is een plaats (község) en gemeente in het Hongaarse comitaat Nógrád. Diósjenő telt 2864 inwoners (2001).

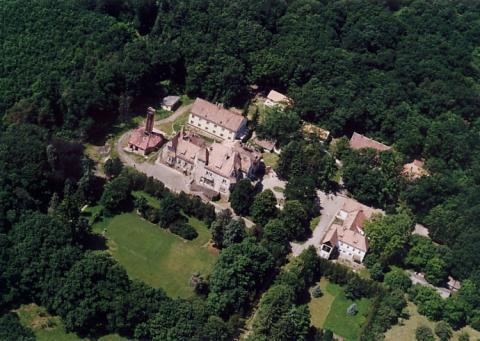
Kasteel